# The Boss
The Boss er en amerikansk stumfilm fra 1915 af Emile Chautard.

## Medvirkende
- Holbrook Blinn som Michael R. Regan
- Alice Brady som Emily Griswold
- William Marion som Sullivan
- Charles S. Abbe som James D. Griswold
- Bert Starkey som Porkey McCoy